# Negroni
O negroni é um coquetel feito de uma parte de gim, uma parte de vermute rosso (vermelho, semidoce), e uma parte de Campari, enfeitado com casca de laranja. É considerado um aperitivo.
O coquetel é de origem italiana e sua receita deriva-se da receita do clássico americano. Faz parte do grupo de coquetéis "inesquecíveis" de acordo com a International Bartenders Association (IBA).

## História

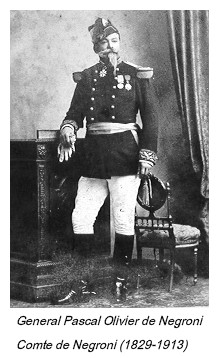
Conde de Negroni, criador da bebida.

Enquanto a origem exata da bebida é desconhecida, o relato mais amplamente reportado é que o coquetel foi inicialmente elaborado em 1919 no Caffè Casoni (antigo Caffè Giacosa, atualmente chamado Caffè Roberto Cavalli), situado na Via de' Tornabuoni em Florença, na Itália. O general Pascal Olivier, conde Negroni, fez o arranjo pedindo ao barman Fosco Scarselli para deixar mais forte o seu coquetel favorito, o americano, ao adicionar gim em vez da habitual água gaseificada.
Após o sucesso do coquetel a família Negroni fundou a destilaria Industria Liquori Negroni em Treviso, na Itália, e produziu uma versão pré-fabricada da bebida, vendida como Antico Negroni 1919. Um dos primeiros relatos da bebida veio de Orson Welles em correspondência ao jornal estadunidense Coshocton Tribune enquanto trabalhava em Roma no filme Cagliostro em 1947, onde ele descreveu uma nova bebida chamada de negroni, "os bíteres são excelentes para o seu fígado, o gim é ruim para você. Eles se equilibram mutuamente."
O historiador de coquetéis David Wondrich pesquisou Pascal Negroni, que nasceu em 4 de abril de 1829. Enquanto sua situação como conde é questionável seu avô Luigi Negroni era certamente um conde.
Descendentes do General Pascal Olivier reivindicam que ele é que era o conde Negroni que inventou a bebida em 1857 no Senegal. O artigo "A Corse Matin" do Sunday Edition, publicado em 2 de fevereiro de 1980, foi traduzido no blog de um de seus descendentes: "isso afirma que ele inventou a bebida em torno de 1914". Um artigo no jornal New Hampshire Union Leader reportou sobre a controvérsia.

## Receita
Segundo a IBA o coquetel é servido antes da refeição principal e é composto de
- 30 ml de Gin;
- 30 ml de Campari;
- 30 ml de Vermute vermelho, doce.

Para preparar o coquetel deve-se misturar os ingredientes diretamente num copo do tipo "old-fashioned" cheio de cubos de gelo, agitar levemente e enfeitar com meia fatia de laranja.

## Variações
- O Negroni Sbagliato é feito da mesma forma que o Negroni normal, porém substitui-se o gim por vinho branco espumante, ou Prosecco.[14] Foi inventado no bar Basso em Milão, Itália.[15]
- O coquetel Americano é feito com 30 ml de Campari, 30 ml de Vermute vermelho doce e uma pequena porção (um "splash") de água gaseificada.
- Boulevardier: um coquetel similar que usa uísque no lugar de gin.[16]
- O Dutch Count Negroni usa Genebra no lugar do gin.[17]
- O Old Pal usa vermute seco e e uísque de centeio canadense.[18]
- Um negroni que substitui gim por tequila é conhecido como "Agavoni" ou "Tegroni".[19]
- O White Negroni é feito com o gin Lillet blanc e Suze.[20]